# Sascha Krüger (Journalist)
Sascha Krüger ist ein deutscher Journalist, Autor und Texter, der in Hamburg lebt.

## Leben
Krüger studierte von 1991 bis 1997 Kommunikationswissenschaft, Anglistik und Politologie an der UGH Essen. Von Januar 1995 bis Mai 1999 war er Redakteur der Dortmunder Zeitschrift Visions, deren Ableger Netspotting er von Mai 1999 bis Juni 2000 als Chefredakteur betreute. Von Dezember 2003 bis Dezember 2005 war er leitender Redakteur der Zeitschrift Galore, anschließend arbeitete er weiter für das Magazin als freier Autor sowie als Chefredakteur des Online-Ablegers galore.de. Im Jahr 2006 arbeitete er als Werbetexter für CJP Hamburg. Außerdem war er als freier Autor, Journalist und Texter u. a. für Galore, Visions, FHM, Financial Times, Business Punk und Sounds aktiv. Seit 2013 ist er wieder Chefredakteur von Galore, das im November 2013 als Homepage und Universal App für alle Android- und iOS-Endgeräte an den Markt zurückkehrte. In Galore Interviews werden alle 14 Tage 10 neue Interviews vorgestellt.